# Julius Müller (skoczek o tyczce)
Julius Müller (ur. 10 maja 1903 w Rottenburgu, zm. 1 kwietnia 1984 w Kuchen) – niemiecki lekkoatleta, specjalista skoku o tyczce, dwukrotny olimpijczyk.
Zajął 9. miejsce w skoku o tyczce na igrzyskach olimpijskich w 1928 w Amsterdamie, a także 17.–23. miejsce w tej konkurencji na igrzyskach olimpijskich w 1936 w Berlinie.
Był mistrzem Niemiec w skoku o tyczce w latach 1928, 1932 i 1935–1937, wicemistrzem w 1931 i 1934 oraz brązowym medalistą w 1938.
15 lipca 1928 w Düsseldorfie ustanowił rekord Niemiec w tej konkurencji skokiem na wysokość 3,82 m. Jego rekord życiowy pochodził z 1936 i wynosił 4,09 m.